# Fouquieria
Fouquieria — рід 11 видів пустельних рослин, єдиний рід родини Fouquieriaceae. Рід включає окотілло (F. splendens) і буджумське дерево або циріон (F. columnaris). Вони мають напівсуккулентні стебла з більш тонкими шипами, що виступають з них, з листям на шипах основи. Вони не пов’язані з кактусами і не дуже на них схожі; їх стебла пропорційно тонші, ніж стебла кактусів, а листки більші. Ареал охоплює південь США та Мексику.

## Види
1. Fouquieria burragei Rose
2. Fouquieria fasciculata (Willd. ex Roem. & Schult.) Nash
3. Fouquieria formosa Kunth
4. Fouquieria leonilae Miranda
5. Fouquieria macdougalii Nash
6. Fouquieria ochoterenae Miranda
7. Fouquieria purpusii Brandegee
8. Fouquieria shrevei I.M.Johnst.
9. Fouquieria splendens Engelm.